# Fernanda Neves Beling
Fernanda Neves Beling Orizio (Belo Horizonte, 5 dicembre 1982) è un'ex cestista brasiliana.

## Carriera
Con il Brasile ha disputato i Giochi olimpici di Pechino 2008 e i Campionati mondiali del 2010.